# Johannes Wierix
Johannes Wierix, né en 1549 à Anvers et mort vers 1620 à Bruxelles, est un graveur flamand de la famille de graveurs Wierix. Il est également peintre et miniaturiste.

## Biographie
Johannes Wierix est né à Anvers d'un père, Antoine, qui apprenti du peintre Jan Verkelen devient maître à la guilde Saint-Luc en 1545-46, mais qui gagne sa vie surtout comme ébéniste, et plus précisément comme fabricant de coffre. Selon le biographe Cornelis de Bie dans son livre de biographies Het Gulden Cabinet, Johannes et ses frères Antoine et Jérôme sont tous graveurs,. Comme eux, il aurait réalisé, lors de sa formation, plusieurs gravures d'après Albrecht Dürer et d'autres artistes. Il est en tout cas l'auteur à dix-sept ans d'une copie datée de 1565 du Paysan et sa femme de Dürer.
Cette planche a d'ailleurs permis d'établir l'année de sa naissance qui n'est attestée par aucun autre document.
En 1568, il se fait engager, avec son frère Jérôme, dans la maison d'édition Officina Plantiniana de l'imprimeur Christophe Plantin, qui l'aidera pour payer ses dettes de cabaret.
Ainé des enfants de la famille, il entra comme maître en même temps que son frère Jérôme dans la guilde de Saint-Luc d'Anvers entre le 18 octobre 1572 et le 18 octobre 1573.
Johannes Wierix et Dominique Lampson sont engagés par Volcxken Diericx (en) pour travailler dans sa maison d'édition Aux Quatre Vents. Il y grave les estampes Pictorum aliquot celebrium Germaniae inferioris effigies en 1572.
Il se marie le 28 novembre 1576 avec la fille du peintre-verrier Nicolaas Bloemsteen prénommée Elisabeth. Ils auront trois enfants.
L'association de son frère Jérôme avec les jésuites le mène à collaborer avec lui sur l'œuvre du père Jérôme Nadal, Adnotationes et meditationes in Evangelia, un projet ambitieux conçu par Ignace de Loyola, plusieurs fois repoussé. Dans ce projet, Bernardino Passeri, auteur d'une grande partie des dessins, collabore avec les trois frères Wierix, Adriaen Collaert et d'autres graveurs et peintres. L'œuvre est finalement publiée à Anvers en 1593, sans le texte de Nadal ni le nom de l'imprimeur et sous le titre Evangelicae Historiae Imagines.
En 1568, une suite de Douze Proverbes flamands de Pieter Brueghel l'Ancien paraît chez Jérôme Cock et est gravée par Pieter van der Heyden et Johannes Wierix.
Johannes Wierix est surtout actif à Anvers et Bruxelles pendant toute sa carrière et l'est également pendant quelques années (1575-1579) à Delft. Il eut pour élève Hendrik Hondius I et son frère Anton II Wierix. 
Il signe ses œuvres des sigles « I.W.F. », « I.H.W.F. », « IOHAN. WIERICX », ou « IOHANNES WIRICX ».
Johannes Wierix est mort à Bruxelles vers 1620.

## Galerie

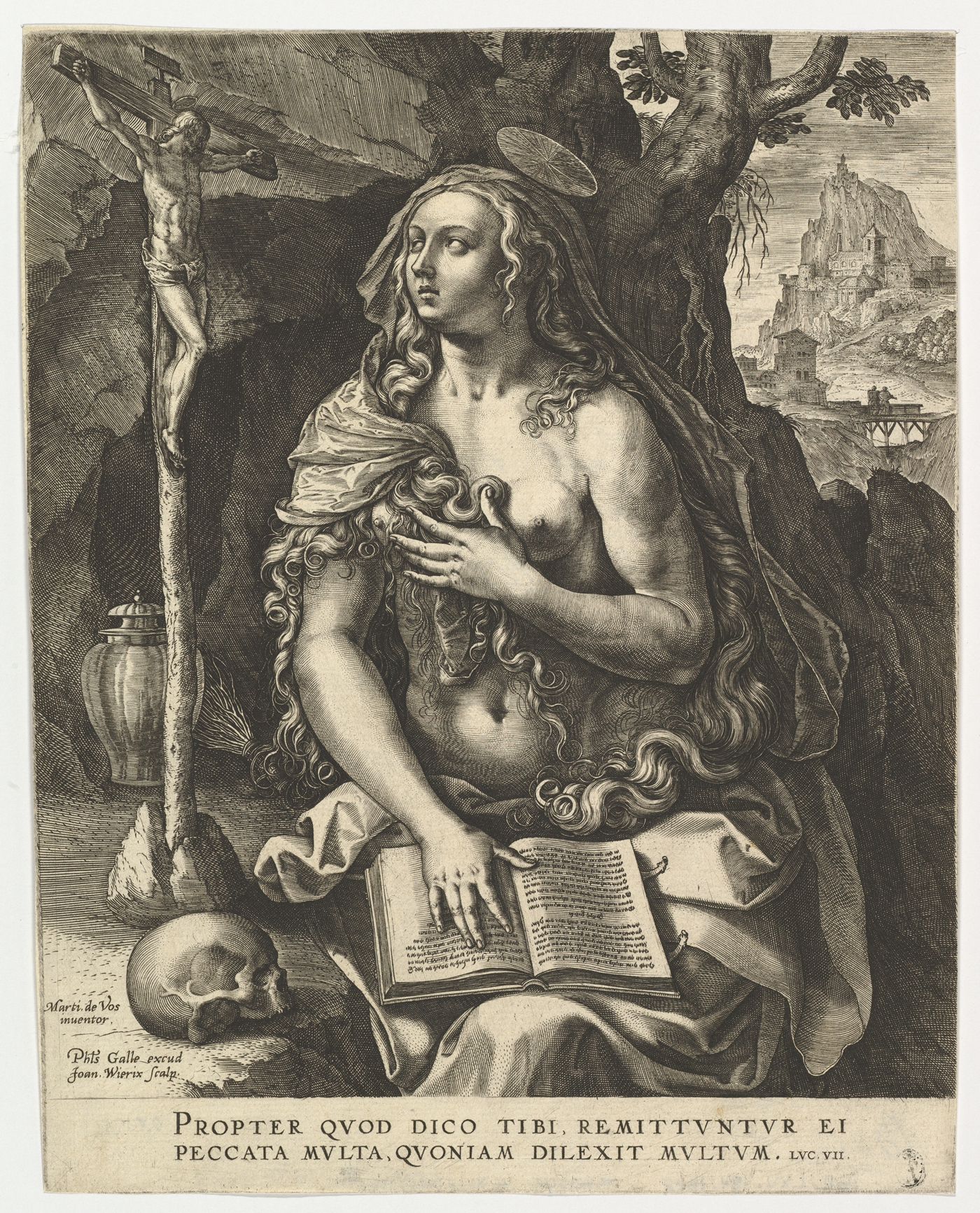
1 : Marie Madeleine, d'après Maarten de Vos, Metropolitan Museum of Art, New York.
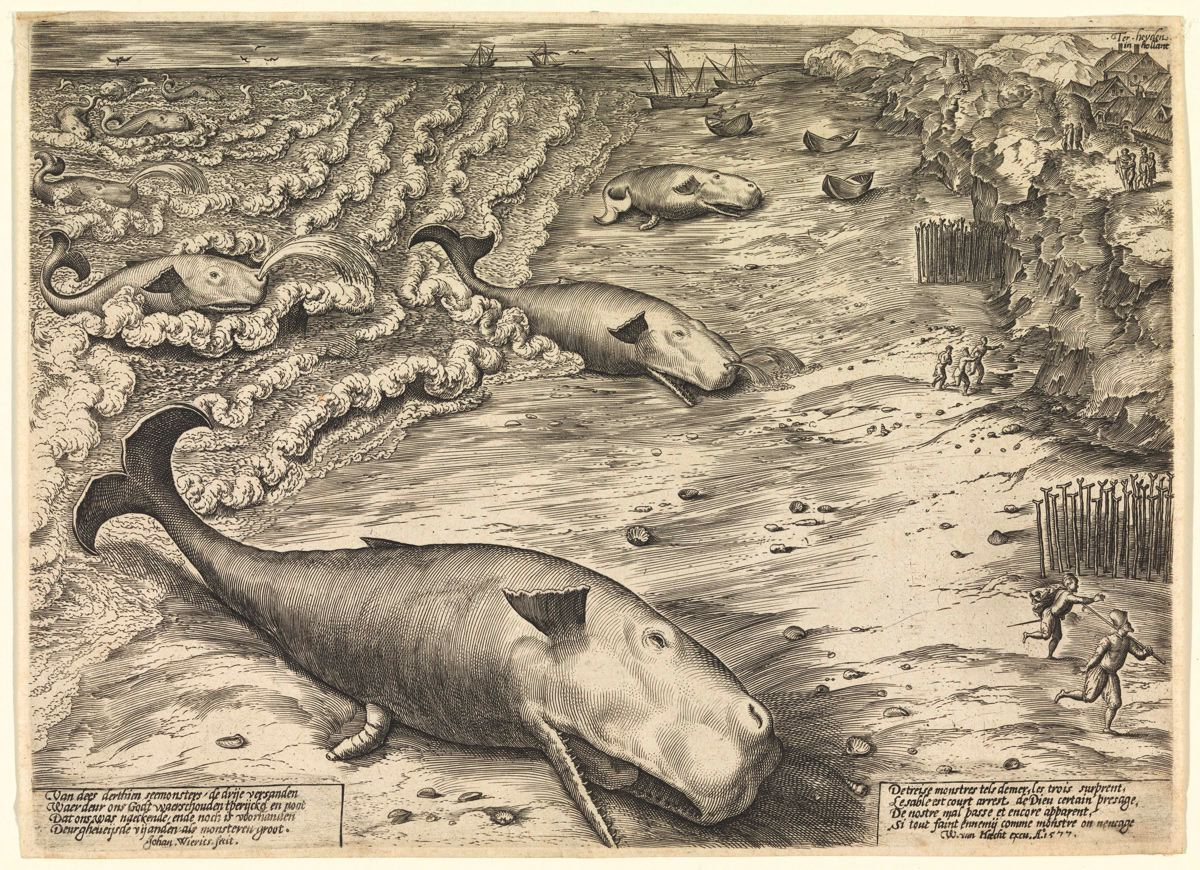
2 : Trois baleines échouées, 1577.
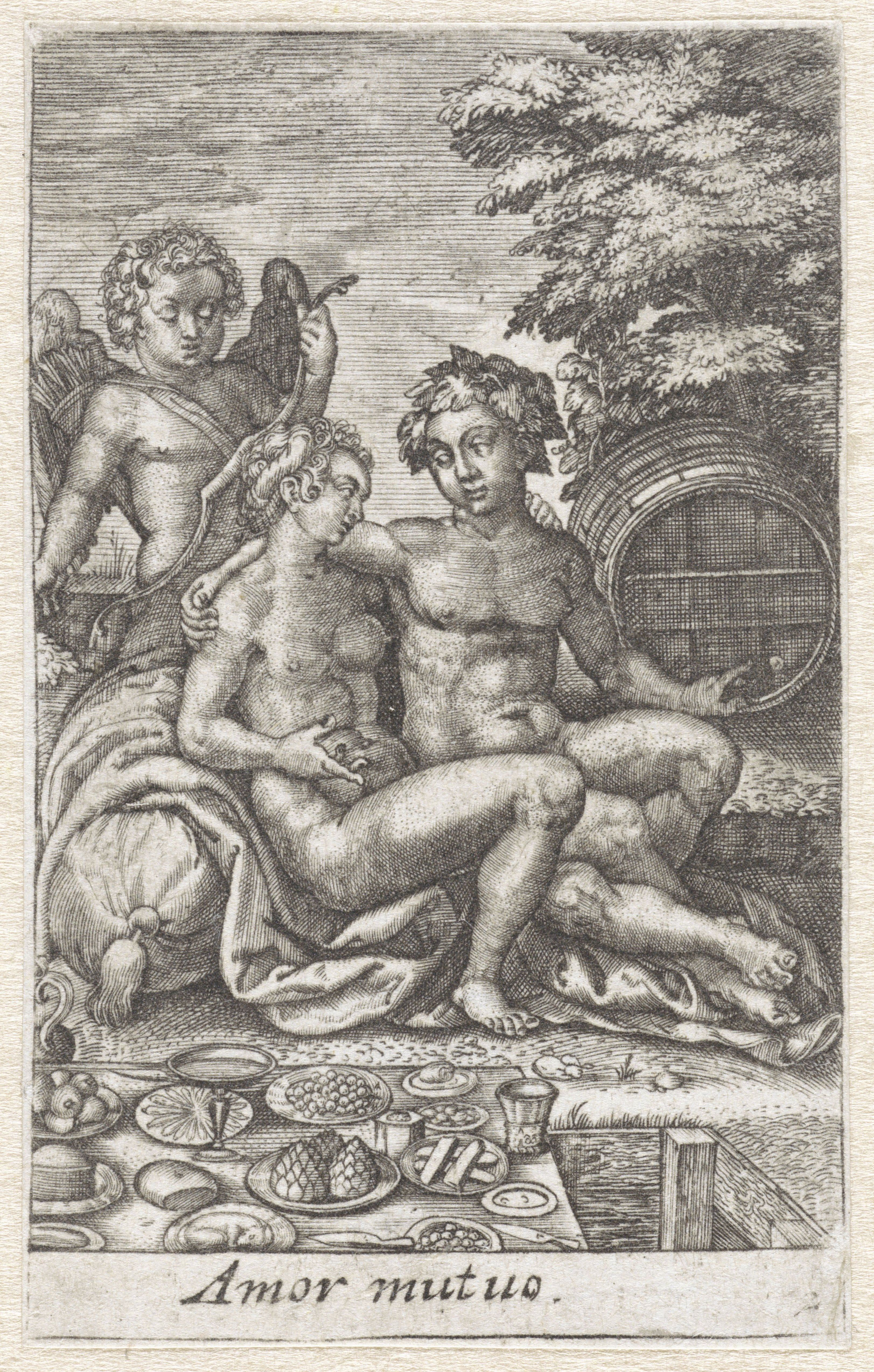
3 : Amour profane, estampe 2/4 de la série Vénus, Rijksmuseum, Amsterdam.
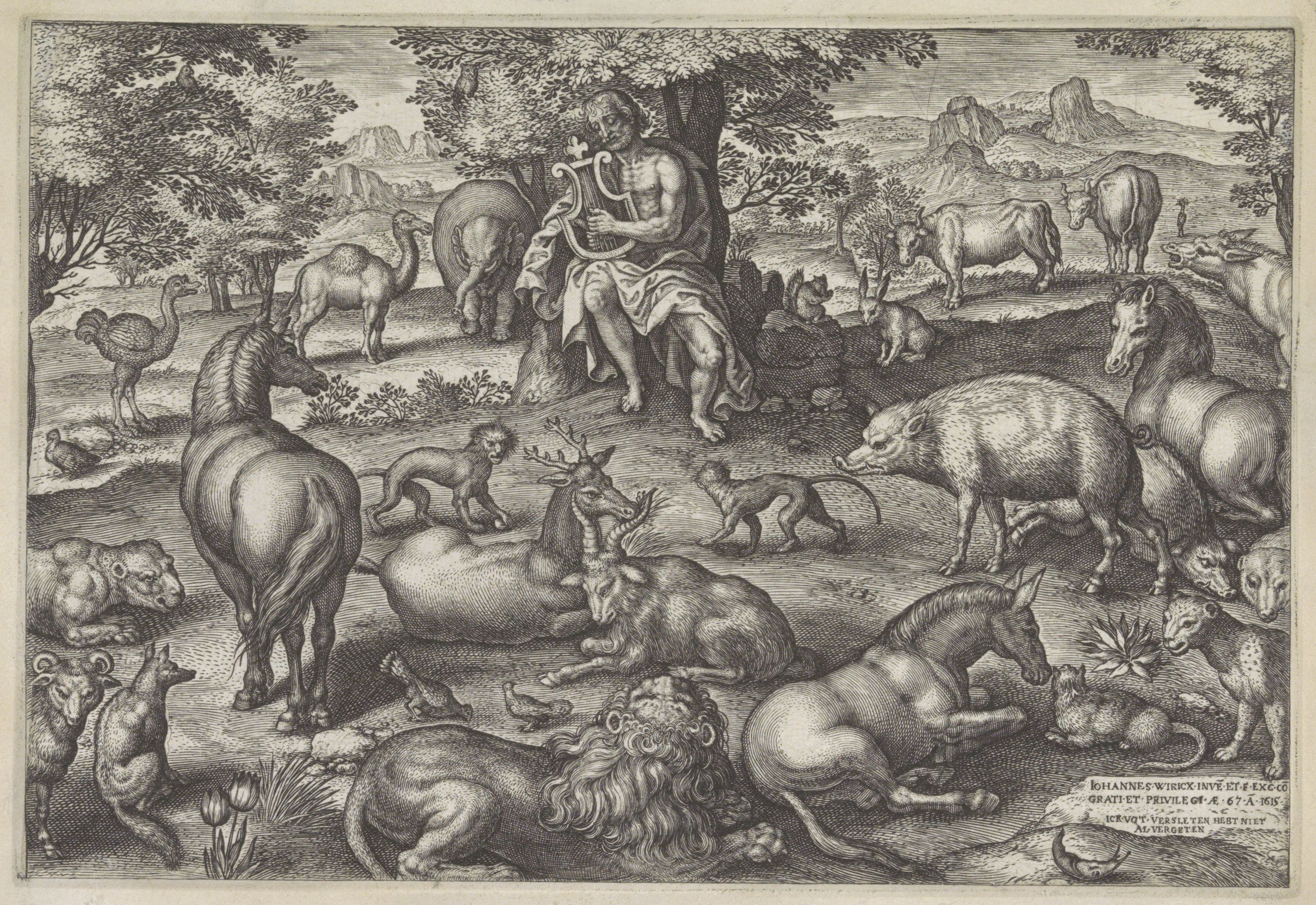
4 : Orphée et les animaux, 1615, Rijksmuseum, Amsterdam.
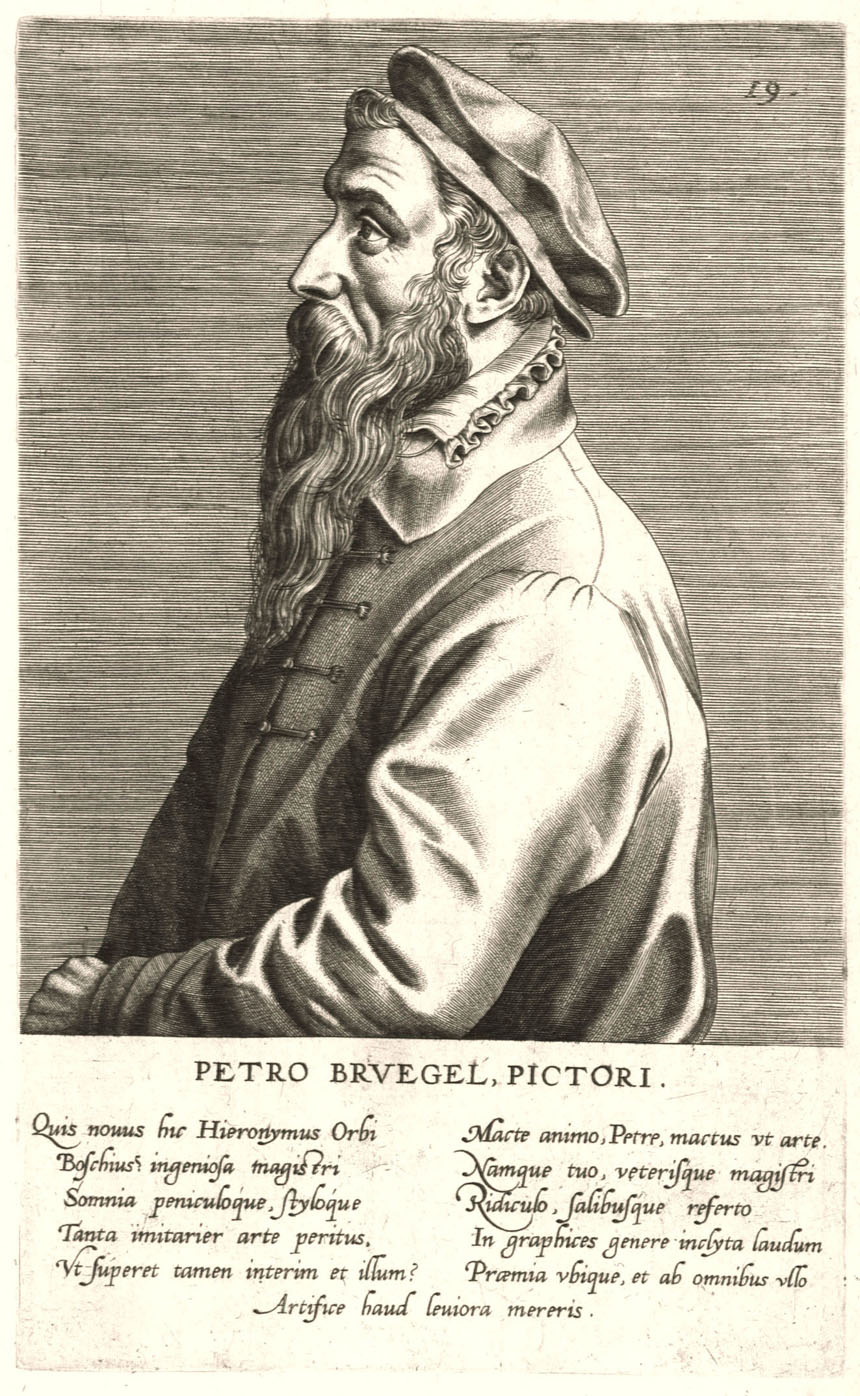
5 : Portrait de Pieter Brueghel l'Ancien, tiré de Pictorum aliquot celebrium Germaniae inferioris effigies, 1572.